# アミール・ノウルーズ
アミール・ノウルーズ（ペルシア語：امیر نوروز Amīr Nourūz、? - 1297年）は、13世紀のイルハン朝の軍人・政治指導者。英語よりのナウルーズ（Nawruz）とも表記される。

## 生涯

### 生まれ～ガザンの部下となる
アルグン・アカの子として生まれる。
アバカ・ハンの子アルグンに仕え、彼が逆境の時でも忠誠をつづけた。
1284年、アルグン・ハンが即位すると、その息子ガザンはホラーサーン、マーザンダラーン、ライ及びクーミス地方を与えられ、副官としてキンシュウ、ノウルーズがつけられた。

### 謀反を起こす
1289年1月16日、ワズィール（宰相）のブカが謀反を起こして処刑されると、2月22日にその弟アルクが処刑された。これらを目の当たりにしてノウルーズは自分も同じようになることを恐れ、自分の軍隊の演習と称してメルヴにおいてガザンと別れた。しかし、ガザンのもとには妻のトガンジュク、母のサルミシュ、弟のオルダイ・ガーザーン、ナリン・ハッジーをとどめておいた。春、ガザンには足の病と言い続けており、一方で自分の軍隊にはガザンが自分らをブカの共謀者として殺そうとしていることを伝えた。また、ヘラートにいた王侯キンシュウはノウルーズの妹を娶っていたため、彼も仲間に加えた。ガザンのもとに置いておいた家族にはノウルーズの娘の婚礼に参加するという名目でガザンのもとを去らせた。3月の末にガザンはトゥースへ赴くためノウルーズを召すため一人の将校を送った。ついに自分を殺しに来たと思ったノウルーズはこの将校を捕らえて拷問にかけたが、この将校は何も知らない様子だった。しかし、ノウルーズはこの将校を抑留したままガザンに対し公然と反旗を翻した。ノウルーズはクシャ―フ河畔のガザンの幕営を突然急襲したが、ガザンは事前に察知してマーザンダラーンに避難できた。ノウルーズに加担したとされるルームの長官フラジュウと王侯カラ・ブカは処刑されたが、ノウルーズは逃走した。ノウルーズはジュルマガーンまで進軍したが、兵力不足と思って引き返した。その後、部下数人とともにサブザワール市方面へとかろうじて逃れ、酷暑中の砂漠を渡った。
1290年、ノウルーズはバダクシャンを経由してトルキスタンのカイドゥの宮廷に赴いた。ノウルーズはカイドゥにことのいきさつを話し、自分が無実であると訴えた。これに対してカイドゥは「それならどうして逃げ出したのか？」と聞くと、「正直な人間はお伽話のなかのある狐に傚わざるをえないからである。すなわち、狐が一目散に駆けていると、一匹の山犬が狐にそのわけを聞いた。狐は答えて、国王が野生の驢馬を狩していたからであると言った。しかし、汝は野生驢馬ではないと山犬は問い返した。狐は即答して私が野生驢馬ではないことが確認される前に、私は負傷するであろうと言い返した」と言うと、カイドゥは笑って彼を保護することにした。しかし、ノウルーズは絶対的な権力と王侯並みの豪華さをもって30年間ホラーサーンを統治したアルグン・アカの邸宅の中で育ち、その財産と権力を継承していたので、不幸にも傲慢な性格を持っていたため、カイドゥの将校たちと衝突し、しばしば彼らから侮辱を受けた。その間にノウルーズはカイドゥから王侯エブゲンとウズベク・ティムール指揮下の3万の援軍を得てホラーサーンに進軍した。
1291年、ガザンはトゥース近郊でカイドゥの支援を受けたノウルーズと対峙したが、敵軍のほうが多かったため退却を余儀なくされた。その後、ノウルーズが引き連れてきた部隊によってホラーサーンは殺戮と掠奪をうけた。

### ガザンに投降する
1291年3月10日、アルグン・ハンが病気で薨去し、ガイハトゥが第5代のハンに即位した。
1292年、ガザンはガイハトゥ即位に際し、ホラーサーンを将軍クトルグシャーに任せ、入朝のため首都タブリーズへ向かった。しかし、ガイハトゥからは「即刻自分の職務に帰任するように」と厳命されて、ホラーサーンへと引き返した。ガザンは所領地に帰還するとクトルグシャーがノウルーズに勝利したという報を受けた。
1294年、ノウルーズが投降して陳謝したため、ガザンは彼を赦免した。

### ガザンをイスラム教に改宗させる
1295年、ガイハトゥ・ハンはその放蕩ぶりと浪費癖によって国庫を傾かせたため、副元帥のタガチャルらによって殺害され、第6代ハンはバイドゥが即位した。ガザンはその知らせを聞くと、ノウルーズにホラーサーンの行政を委ね、入朝のため首都タブリーズに進軍した。ガザンは今回のクーデターで一般将校がモンゴル王侯を殺害したことはチンギス・カンのヤサに違反するとし、バイドゥに有罪の将校を引き渡すよう通告した。この時ノウルーズはガザンがハンになるべきであることと武力でバイドゥを打倒することを進言する。これによって両軍はクルバーン・シラとカリヤ・シルグイラン川の付近で会戦し、ガザン側が勝ったため、バイドゥはホラーサーン、マーザンダラーン、イラーク、キルマーン、ファールスの諸州を分け与えるので退却してほしいと申し出てきた。これにガザン側は承諾し、ガザンとバイドゥは休戦協定を結んだ。ガザンは退却に際し、バイドゥの動向を監視するためノウルーズとトク・ティムールを残留させた。しかし、ガザンが退却した後、2人はバイドゥによって逮捕されてしまう。ノウルーズはバイドゥにガザンを拘束すると嘘をついて釈放され、ガザンのもとに帰るなりイスラム教に改宗し国内のムスリムの支持を得て即位することを提案する。そして6月15日ガザンとその配下の将軍・兵たちはイスラム教に改宗した。

### バイドゥ・ハンを捕らえる
バイドゥ・ハンによってワズィール（宰相）を罷免されたサドルッディーン・ザンジャーニーは元帥のタガチャルとともにバイドゥ・ハンを廃し、ガザンをハンに即位させようと考えた。そしてふたたびガザンをタブリーズに呼び寄せたところでガザン側につき、バイドゥ・ハンはグルジア方面へ逃亡した。ノウルーズはすぐにバイドゥを追跡して捕らえ、ガザンのもとへ連行すると、10月4日に処刑された。

### ガザン・ハンの即位
ガザンはタブリーズに凱旋すると、最初の勅令（ヤルリク）を発布した。内容は臣民に対しては平和に生活すること、貴族に対しては一般民衆を圧迫しないこと、すべての者に対しては宗教と法律の規律を遵守することを命じ、イスラーム以外の主要建造物、すなわち仏教寺院（ブトハーネ、マウブード）、ゾロアスター教寺院（アーテシュキャデ）の破壊命令が発せられ、キリスト教会堂（キャリーサー）、ユダヤ教会堂（キャニーセ）もまたそれに続いて破壊をおこなった。これらもノウルーズの発案であった。ガザン・ハンはノウルーズのこれまでの功績をたたえ、彼を最高代官（副王）に任命した。この時ノウルーズは勅諭の冒頭に上帝の名とムハンマドの名を冠すること、正方形だったタムガを円形にすること、ディーワーンの役人たちの階等と職務を定めることを請願し、嘉納され、新貨幣には信仰告白の句が刻まれるようになった。また、サドルッディーン・ザンジャーニーにはサーヒブ・ディーワーンの地位を与え、シャラフッディーンにはウルグ・ビチクチ（国璽尚書）の地位を与えた。
ガザン・ハンが即位すると手薄となったホラーサーンとマーザンダラーン地方にチャガタイ・ウルスのドゥアとカイドゥの子サルバンが侵入してきたため、イシムトの子スケイとバルライ、アルスラーン、ノウルーズがこれに対応した。しかし、ガザンのイスラム教改宗に反対していたスケイとバルライはガザンの廃位とノウルーズ殺害を企てた。事前に察知したノウルーズは逆にスケイとバルライを殺害した。王侯アルスラーンも謀反を起こしたため、ガザン・ハンによって処刑された。反乱が起きたものの、ノウルーズが進軍すると、ドゥアとサルバンらはマー・ワラー・アンナフルに帰っていった。

### サドルッディーンを罷免
サーヒブ・ディーワーン（財務長官）のサドルッディーンが軍隊の給与に充てる資金の徴収のため、各州に命令を発したところ、副王ノウルーズは彼を罷免し、代わってジャマールッディーン・ダストジャルダーニーをサーヒブ・ディーワーンに任命した。すぐにサドルッディーンは逮捕され、死刑宣告まで受けたが、将軍ホルクダクが死刑をとりやめさせ、ガザン・ハンによって赦免され、難を逃れた。

### アミール・ノウルーズの死
1297年、ガザン・ハンはかねてより副王ノウルーズの横柄な態度に不満を持っていたが、同じくノウルーズに恨みのあったサドルッディーンはノウルーズがあたかもマムルーク朝と内通し、謀反を企てているように文書を偽造し、ガザン・ハンに告発した。これによりガザン・ハンはクトルグシャーらにノウルーズを逮捕するよう命じ、ノウルーズの関係者を処刑した。ノウルーズは逃亡し、クルト朝ヘラート公国のマリク・ファフルッディーンに保護されたが、クトルグシャーがやってくるとマリク・ファフルッディーンはノウルーズを差し出した。クトルグシャーはノウルーズをその場で処刑し、バグダードにいるガザンのもとへ首級が届けられた。

## 家族

### 父
- アルグン・アカ・・・モンゴル帝国の第4代イラン総督

### 母
- サルミシュ

### 妻
- トガンジュク

### 弟
- オルダイ・ガーザーン
- ナリン・ハッジー
- レグズィー
- サルティルミシュ

### 子
- アフマド
- アリー